# Konstantin Egorovič Makovskij
Konstantin Egorovič Makovskij (Константин Егорович Маковский) (Mosca, 20 giugno 1839 – Pietrogrado, 17 settembre 1915) è stato un pittore russo, associato a "Peredvizhniki".

## Biografia
Studiò dapprima a Mosca e in un secondo tempo all'Accademia russa di belle arti di San Pietroburgo, ma sospese gli studi in segno di protesta per il diffuso accademismo.
Molti dei suoi dipinti storici, come La sposa russa (1889), mostravano una visione idealizzata della vita russa nei secoli passati, prediligendo le tematiche ispirate dalla vita del popolo.
Si dedicò anche alla ritrattistica, dapprima intrisa di realismo e successivamente di stilizzazioni eleganti e gradevoli.
Nell'ultimo periodo creativo della sua carriera, abbandonò gli "Ambulanti", per avvicinarsi a uno stile più accademico, dedicato a temi fiabeschi o di genere.

## Opere

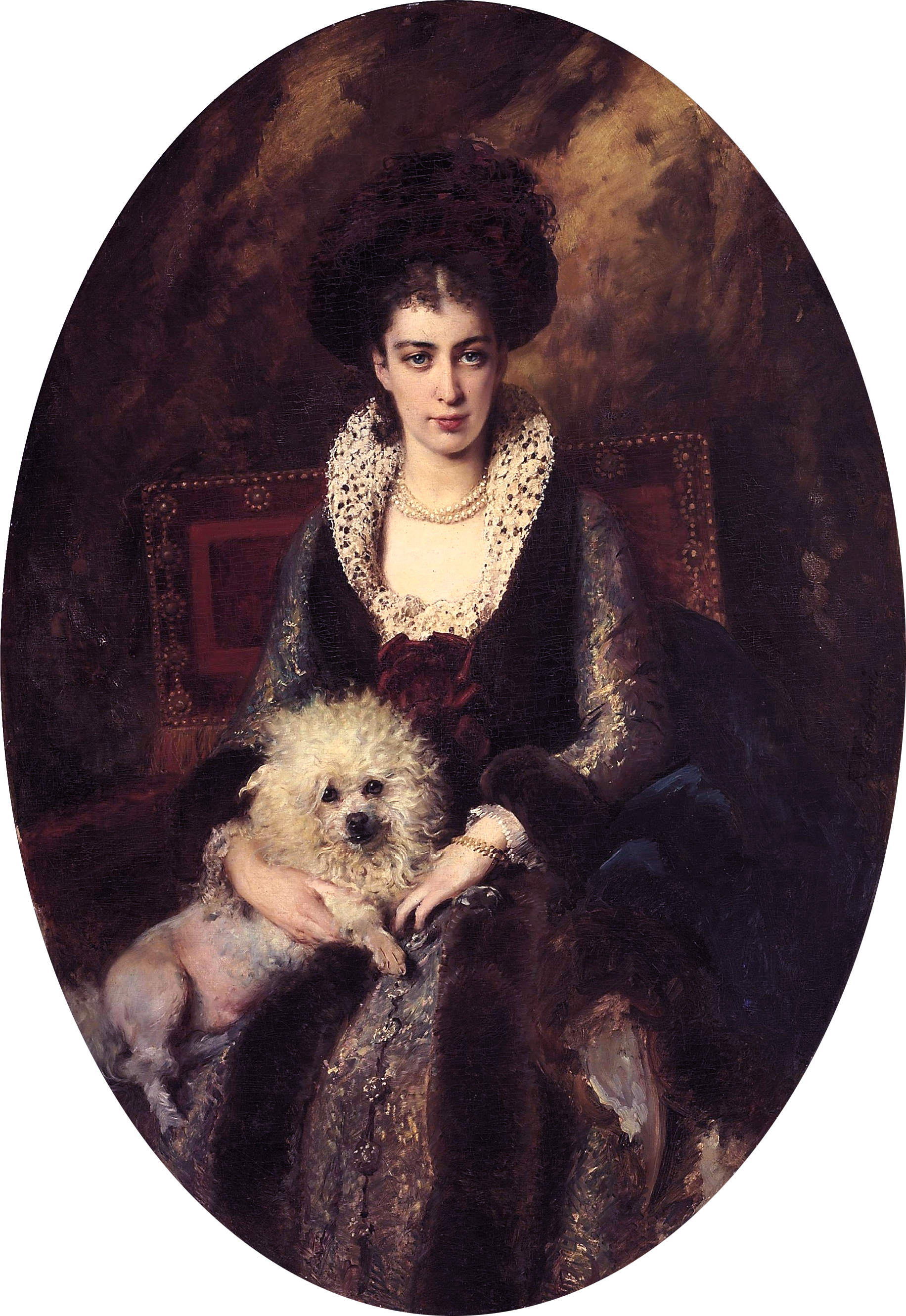
Ritratto della moglie, Maria Alekseevna Makovskaya
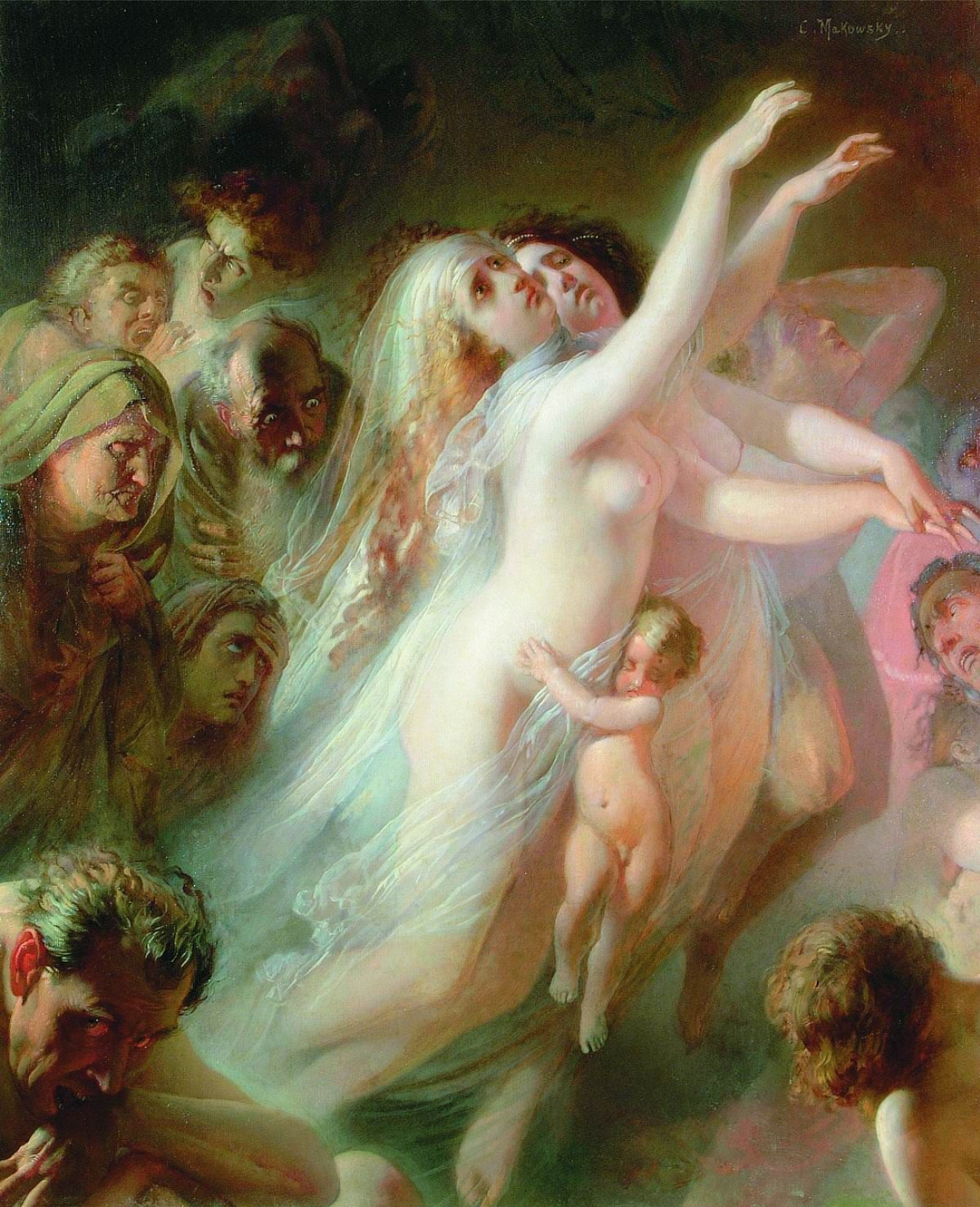
Caronte trasporta le anime dei morti sul fiume Stige, 1861
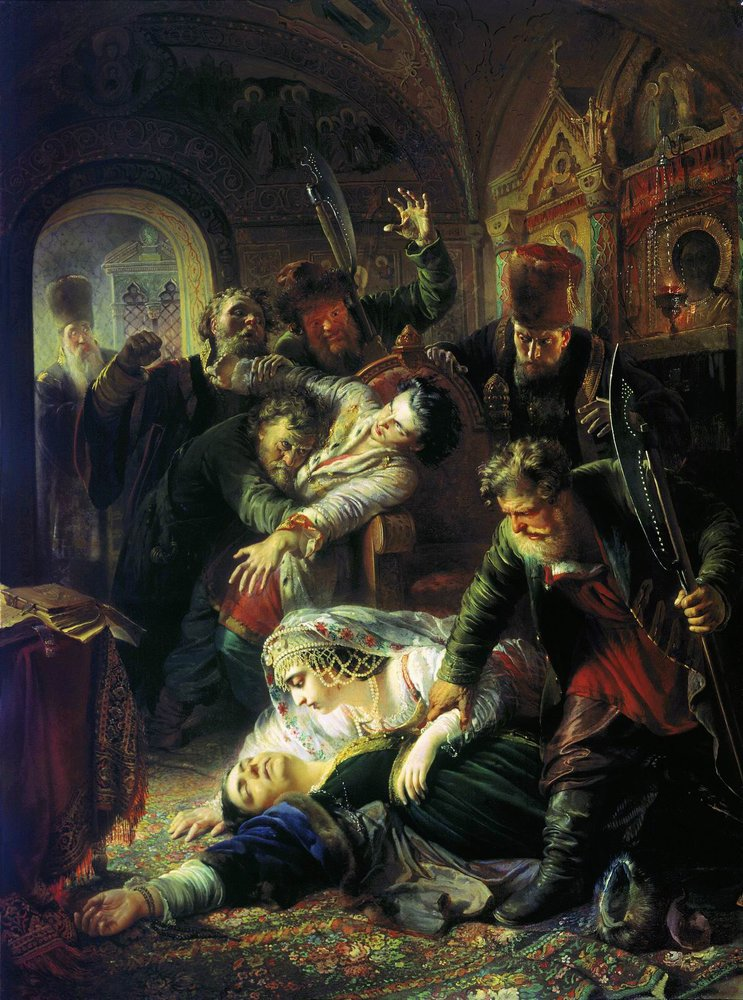
Agenti del falso Dimitri I uccidono il figlio di Boris Godunov, 1862
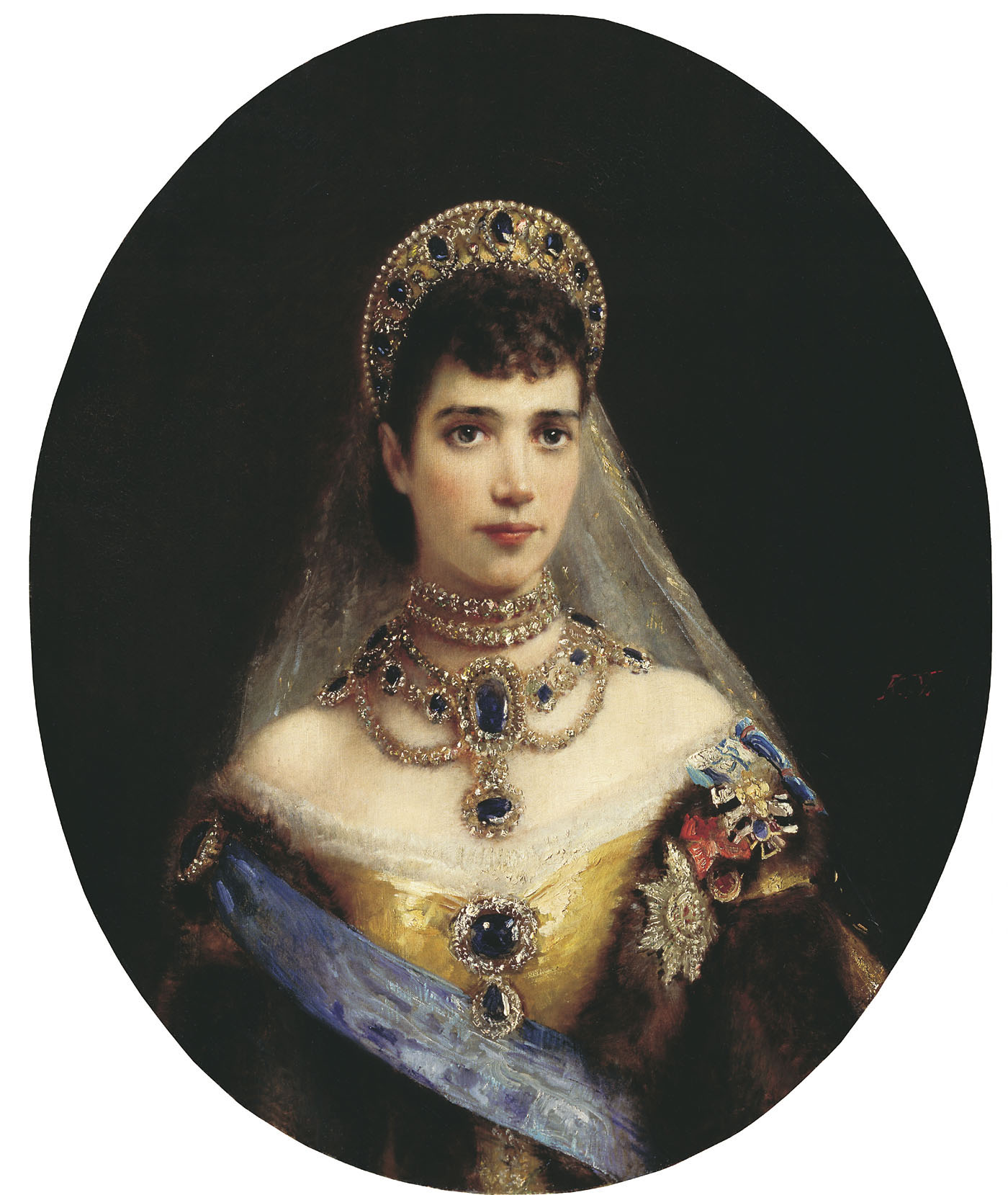
Ritratto dell'imperatrice Maria Feodorovna
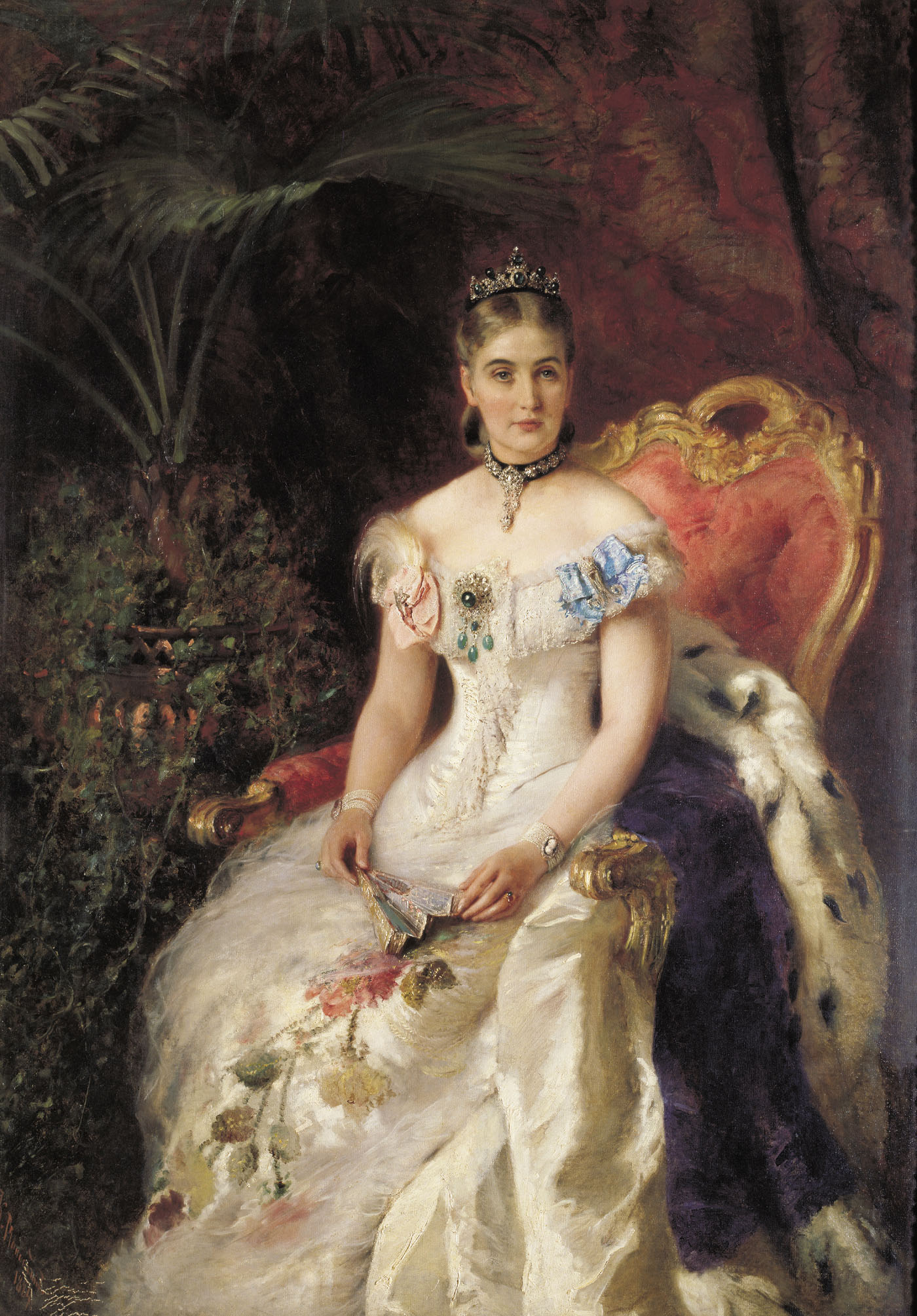
Ritratto della contessa Maria Mikhailovna Volkonskaya
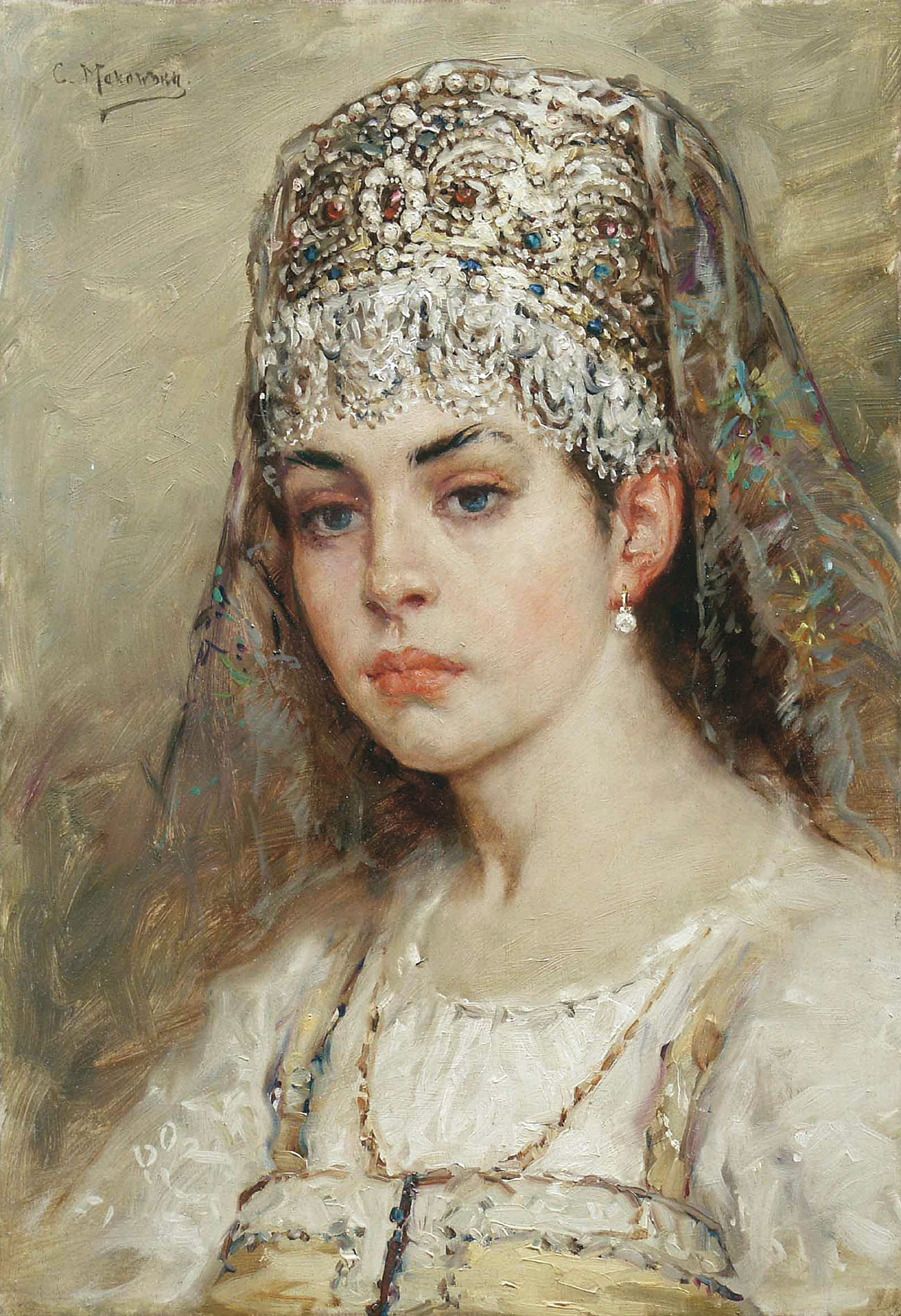
Boyaryshnya
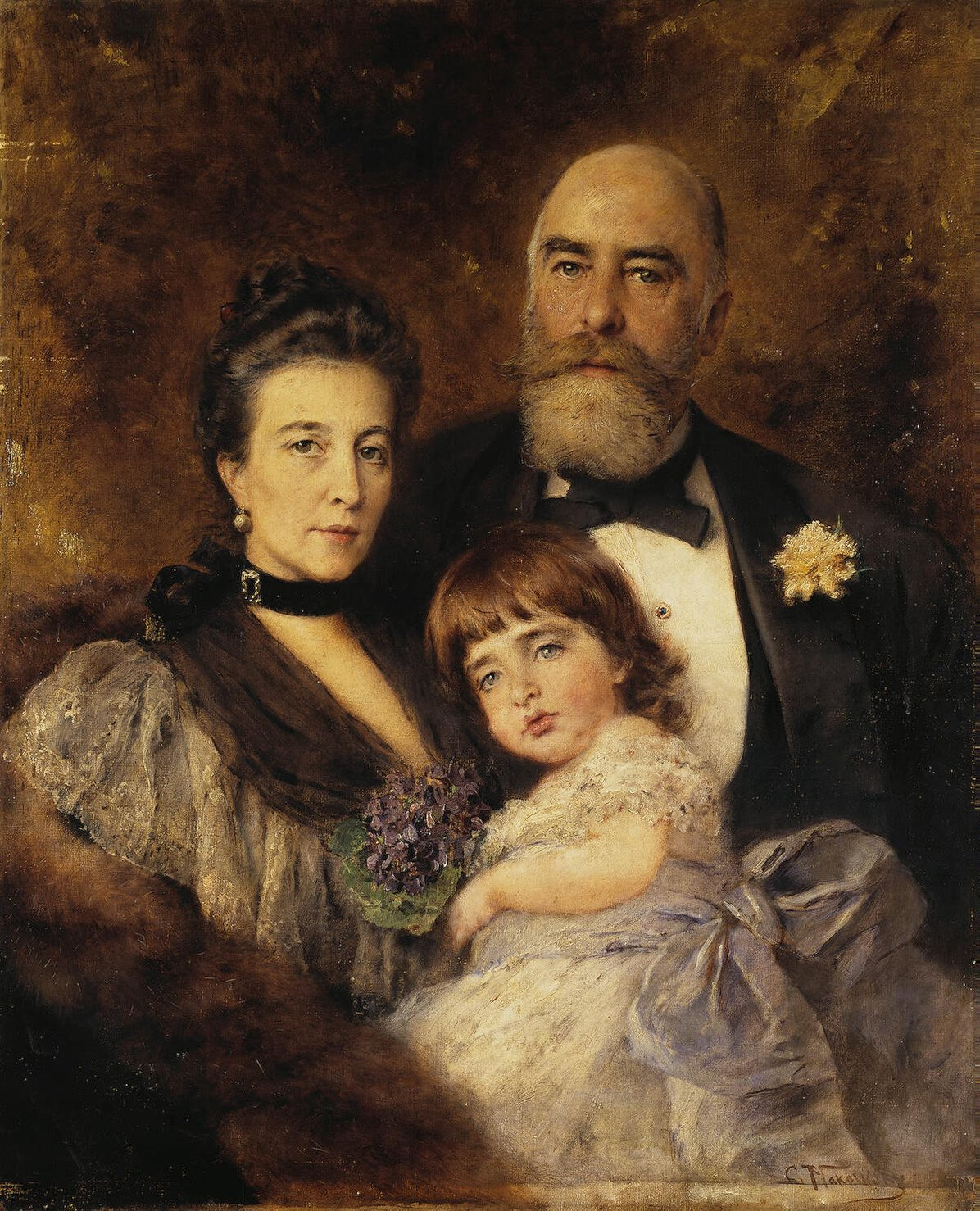
Famiglia Volkov
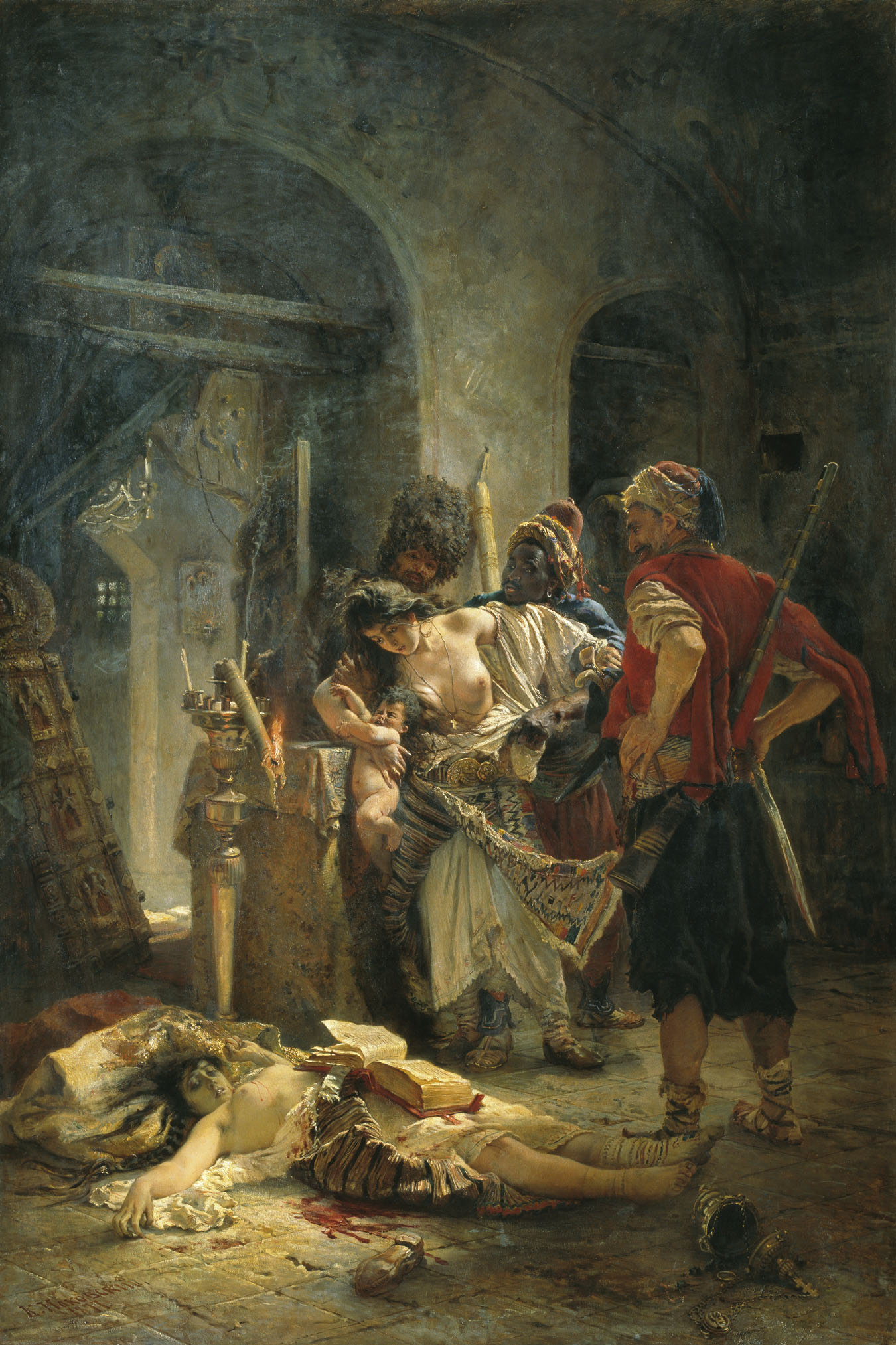
Le martiri bulgare, 1877
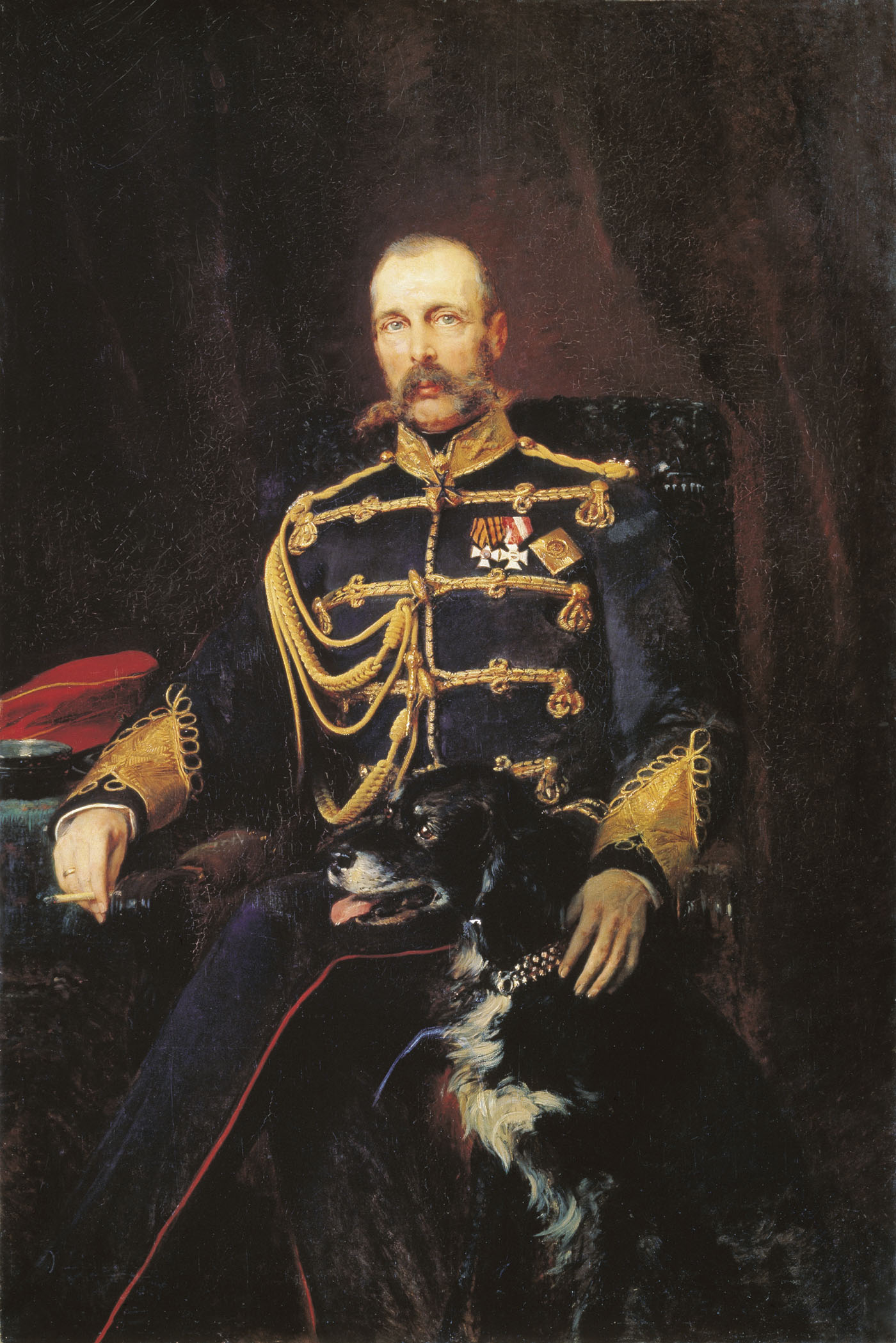
Alessandro II, 1881
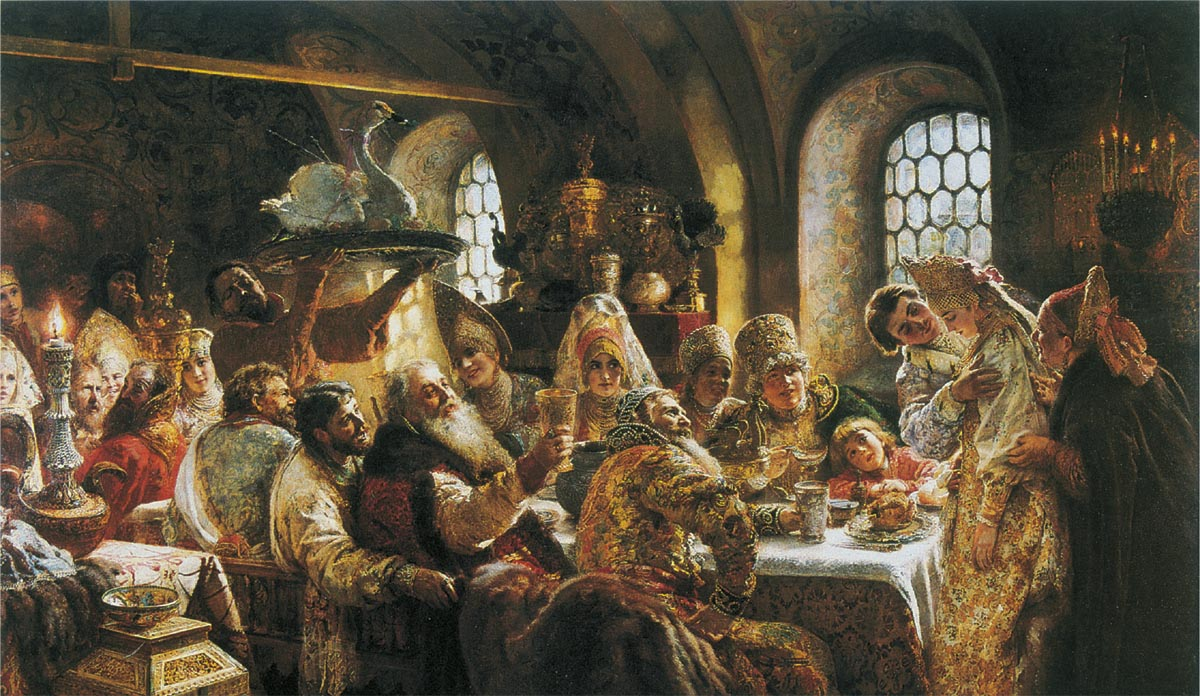
Festa di nozze dei boiari, 1883
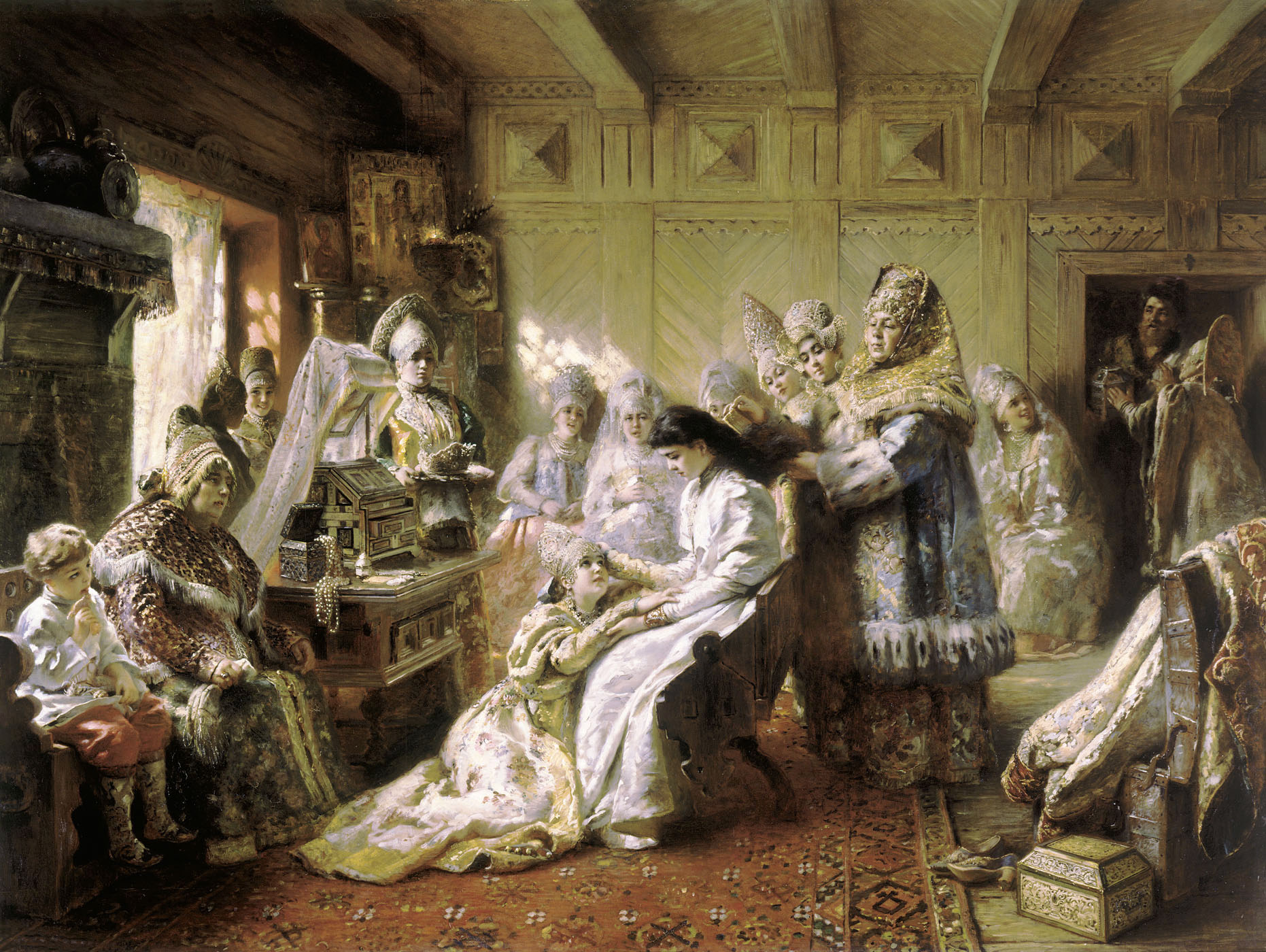
La sposa russa, 1889
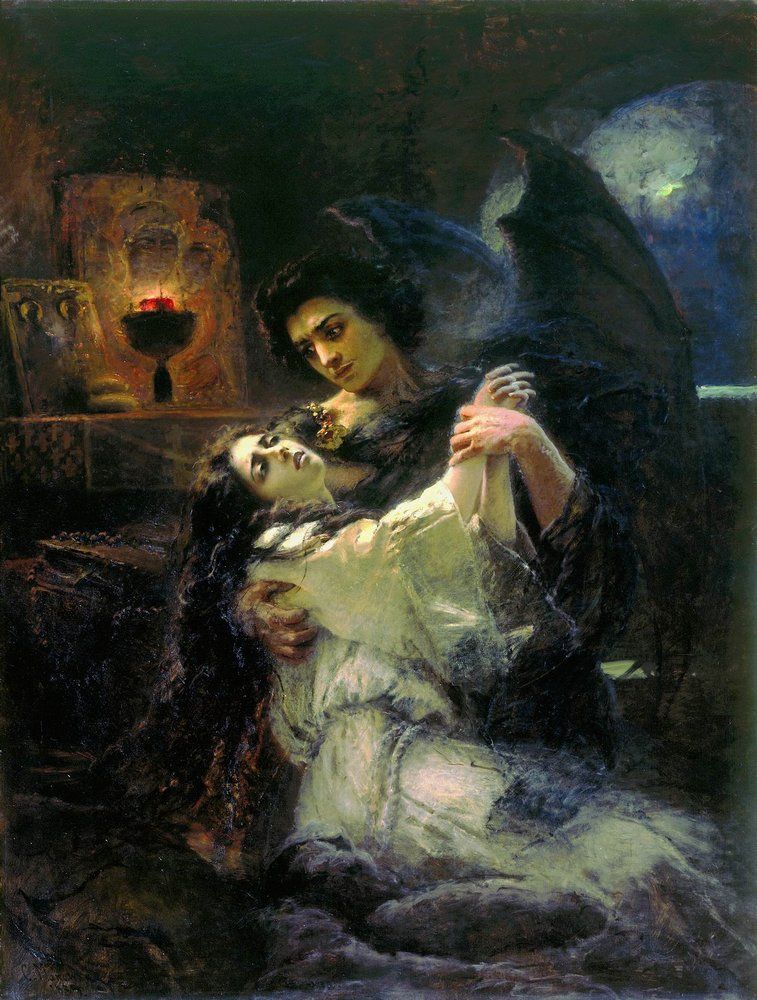
Tamara e il demone, 1889
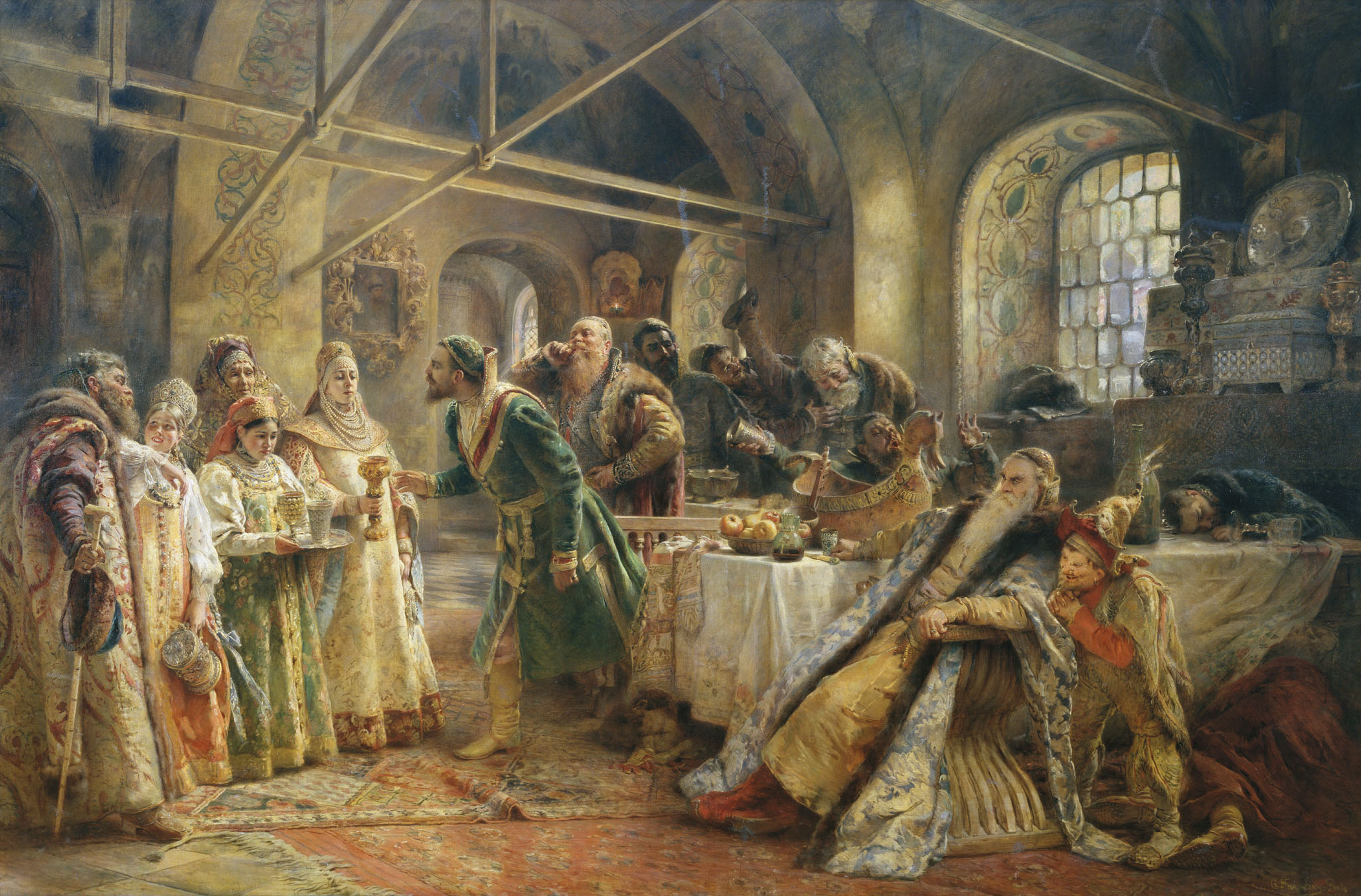
L'uso del bacio
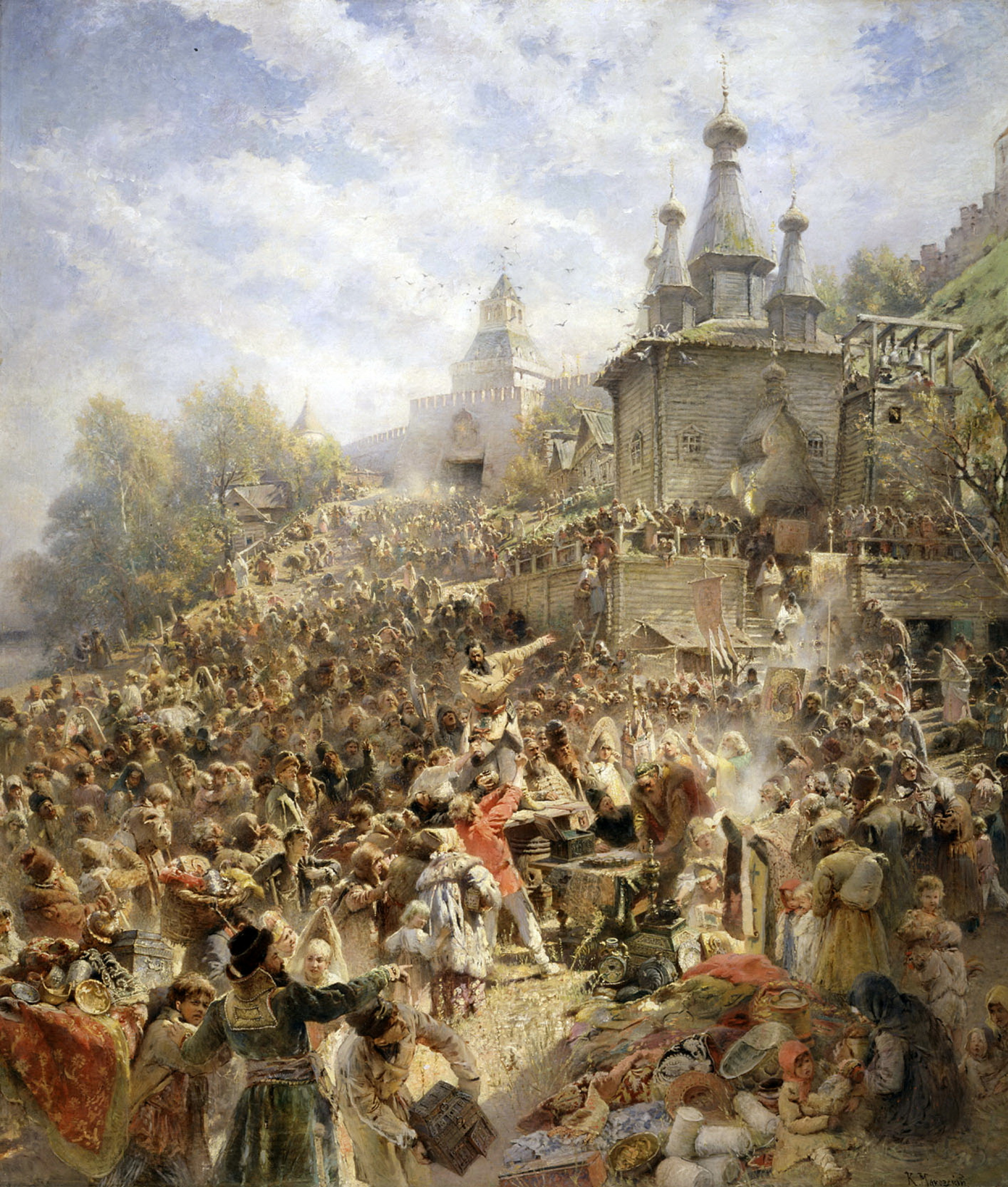
Proclamazione di Kuz'ma Minin, 1896